# Paris Nogari
Paris Nogari (v.1536 – 1601) est un peintre italien de la Renaissance.

## Biographie
Élève mineur de Cesare Nebbia, Paris Nogari  fut actif principalement à Rome.

## Œuvres
- Martyre de sainte Félicité de Rome et ses sept fils, fresque du presbytère de l'église Santa Susanna alle Terme di Diocleziano.
- Peinture à la Bibliothèque du Vatican
- Fresque  de la  Basilique Saint-Pierre-aux-Liens